# San Marzano Oliveto
San Marzano Oliveto, (San Marsan en piemontès) és un municipi situat al territori de la província d'Asti, a la regió del Piemont (Itàlia).
Limita amb els municipis de Calamandrana, Canelli, Castelnuovo Calcea, Moasca i Nizza Monferrato.

## Galeria fotogràfica

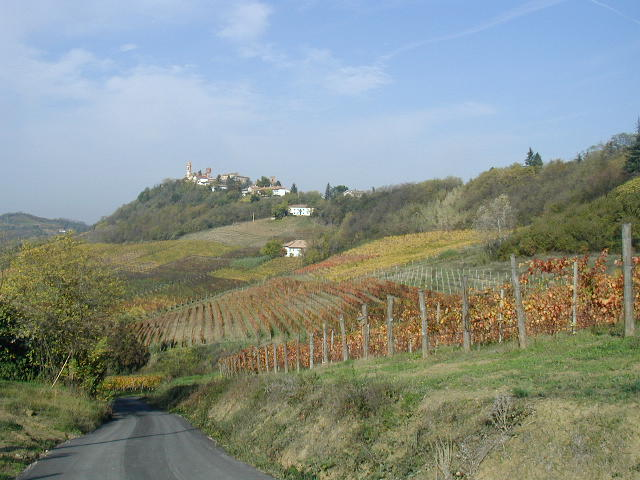
Panorama
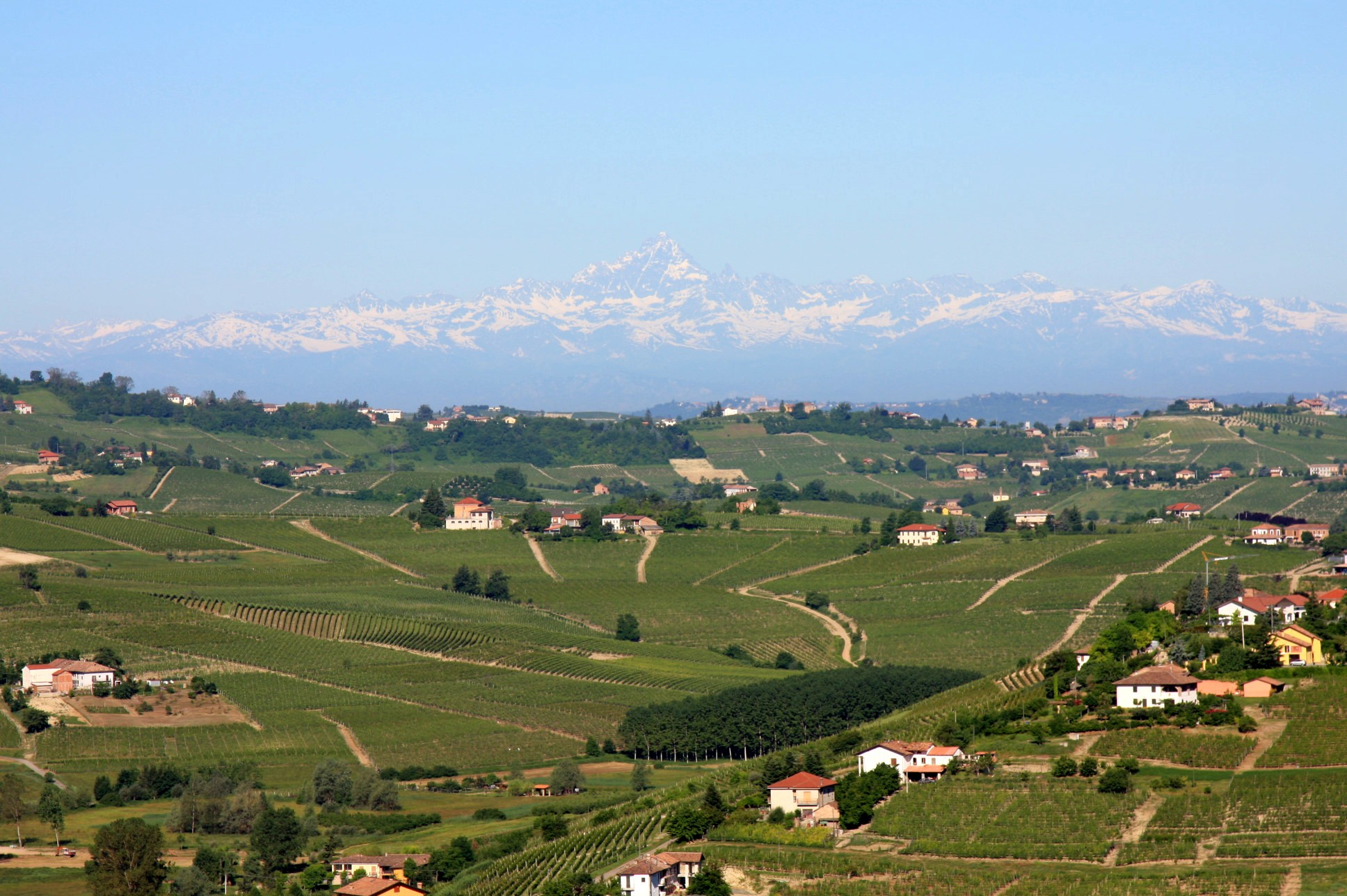
El Monviso des de San Marzano